# Eugène Amoretti d'Envie
Pour les articles homonymes, voir Amoretti.
Eugène Ignace (ou Jacques) Hyacinthe Michel Amoretti d'Envie (né le 14 août 1774 à Turin) est un militaire italien des XVIIIe et XIXe siècles.

## Biographie

### Guerres révolutionnaires
Amoretti d'Envie entra comme cadet au régiment d'Ivrée (armée du roi de Sardaigne) le 25 décembre 1792. Sous-lieutenant au même régiment le 18 octobre 1793, il reçut le 13 septembre 1794 un coup de feu au front en défendant au Mont-Cenis le poste dit la Barrière. Le lendemain, le roi de Sardaigne le nomma lieutenant et le décora de l'ordre des Saints-Maurice-et-Lazare. Le 27 du même mois, à la tête de 25 hommes, il arracha de vive force, au poste Vilarete, 2 pièces de canon.
Nommé adjudant-major le 10 novembre de la même année, il passa adjudant adjoint à l'état-major du général Colli le 20 mai 1795, et aide de camp du duc d'Aoste le 19 avril 1796.
Il suivit les opérations de l'armée autrichienne en Italie jusqu'en 1800, et fut blessé à Mondovi d'un coup de baïonnette à la cuisse droite.
Entré au service de France le 17 messidor an VIII comme capitaine, le premier Consul l'attacha à la commission chargée de la formation des troupes piémontaises, et, au 15 vendémiaire an IX, à l'état-major du général Valette en qualité de capitaine adjoint.
Élevé au grade de chef de bataillon dans son ancien régiment (d'Ivrée) le 30 frimaire an IX, il resta un moment à l'armée de l'Intérieur. Le 28 nivôse suivant, il passa à la 1re demi-brigade des chasseurs d'élite, et servit de l'an IX à l'an XI à l'armée d'Italie. Le 25 pluviôse an IX, il se jeta un des premiers au milieu des insurgés piémontais qui avaient pris position dans la vallée d'Aoste et reçut deux coups de feu dans son chapeau ; il les repoussa jusqu'au pont Saint-Martin. Le général en chef lui adressa une lettre de félicitation sur la part brillante qu'il avait prise à cette affaire.

### Guerres napoléoniennes
Passé le 2 frimaire an XII aux fonctions d'aide-de-camp près le général Quentin, et membre de la Légion d'honneur le 25 prairial de la même année, il suivit son général jusqu'au 2 brumaire an XIV. Désigné à cette époque pour servir comme adjoint à l'état-major général de l'armée d'Italie, et attaché successivement au même titre le 23 mai 1806 à l'état-major général du prince vice-roi Eugène de Beauharnais, le 15 juin suivant à l'état-major général de l'armée de Dalmatie (général Lauriston), et le 24 mai 1808 à l'état-major de l'armée d'Italie, il assista à toutes les opérations de ces armées, reçut en 1806 à Malborghetto un coup de biscaïen qui lui fracassa la jambe gauche, et fut proposé par le vice-roi pour la croix d'officier de la Légion d'honneur.
Nommé chef d'état-major de la 3e lieutenance commandée par le général Granier le 27 avril 1809, adjudant-commandant le 9 juillet de la même année, et chef d'état-major de la 3e division (Durutte) le 16 du même mois, il se rendit en Allemagne avec le corps du vice-roi. N'étant pas guéri de sa blessure reçue à Malborghetto, il se fit lier sur son cheval pour prendre part à la bataille de Wagram, où il fut blessé de nouveau par le contre-coup d'un boulet de canon.
Disponible en 1810 par l'effet de la réorganisation de l'armée d'Italie, il reçut l'ordre de se rendre à Turin le 7 mai 1811. Arrêté à Paris quelques jours avant son départ sur une fausse inculpation, il fut acquitté par le tribunal de première instance ; mais le ministre de la Guerre prononça néanmoins sa destitution.
L'Empereur le remit en activité comme chef d'état-major de la 3e division du 2e corps de la Grande Armée de Russie, par décret du 29 juillet 1812, daté de Witepsk. Blessé à Thtaniski le 2 novembre, il eut un cheval tué sous lui à la bataille de Borisow le 24 du même mois.
Passé en 1813 à la 2e division du 3e corps de la Grande Armée en Saxe, l'état de ses blessures l'obligea de rentrer en France dès le mois de mai. Arrêté de nouveau à son arrivée à Paris comme soupçonné d'abus de confiance, il resta dix mois en prévention à la Conciergerie.
Rendu à la liberté en avril 1814, il comparut le 11 avril 1815 devant le 1er conseil de guerre de la 1re division militaire, qui prononça son acquittement. Au mois de novembre suivant, il obtint sa démission du service de France et l'autorisation de rentrer dans sa patrie. On a cessé d'avoir de ses nouvelles depuis cette époque.

## Titres
- Chevalier Amoretti d'Envie et de l'Empire (décret du 15 août 1809, lettres patentes du 27 septembre 1810 (Fontainebleau)).

## Décorations
- : Ordre des Saints-Maurice-et-Lazare (14 septembre 1794) ;
- : « Membre » de la Légion d'honneur[1] (25 prairial an XII).

## Armoiries
| Figure | Blasonnement |
|        | Armes du chevalier Amoretti d'Envie et de l'Empire Tiercé en fasce : d'azur chargé à dextre de trois étoiles en fasce d'argent et à senestre d'un lion tenant de la dextre une épée d'or ; de gueules au signe des chevaliers légionnaires ; et d'argent à un lévrier courant de sable tenant dans sa gueule une flèche en barre de même., - Livrées : les couleurs de l'écu. |